# Oláh Aranka
Oláh Aranka (Nagyvisnyó, 1944. július 3. −) magyarországi cigány festőművész.

## Pályafutása
Hatgyermekes zenész családban élt Miskolcon, férjhez ment a híres miskolci prímáshoz, Nyerges Szajkó Gézához. Az 1980-as években Budapestre költöztek, férje biztatására kezdett festeni Oláh Aranka, rajz- és festőkészségét a Veres Pálné tanodában fejlesztette. Kedvenc műfaja a portré- és a csendéletfestés. Temperával, vízfestékkel, később olajjal is fest, színei világosak, derűsek. Férje betegsége miatt egy időre felhagy a festéssel. Férje halála után újra előveszi a színes ceruzákat és az ecseteket. 2002 óta kiállító művész, első alkalommal a Roma Parlament Balázs János Galériájában mutatkozott be festményeivel, Csámpai Rozival együtt szerepelt. 2009-ben szakrális témájú képeiből rendeztek önálló kiállítást Budapest VIII. kerületében, az Illés Családközpontban, majd a Balázs János Galériában. A 2009-es Cigány festészet című reprezentatív albumba tizenegy festményét válogatták be. Képeit szívesen adományozza közintézményeknek, így képei vannak a józsefvárosi Családsegítő Központban, a Polgármesteri Hivatal egészségügyi szolgálatánál, valamint a Semmelweis Egyetem I. számú Gyermekklinikáján.

## A 2009-es Cigány festészet című albumba beválogatott képei

### Nőalakok
- Balatoni hölgy (tempera, papír, 45x62 cm, 2003)
- Szalmakalapos hölgy (tempera, papír, 32x45 cm, 2003)
- Izraeli lány (tempera, papír, 45x63 cm, 2006)
- Rebeka, a cigány lány hegedűvel (akvarell, papír, 45x63 cm, 2006)

### Mezők, virágok
- Réti pipacsok (olaj, tempera, papír, 44x33 cm, 2003)
- Réti mákgubók (tempera, papír, 44x33 cm, 2003)
- Mező virágokkal (akvarell, papír, 63x45 cm, 2005)

### Csendélet
- Orgona (tempera, papír, 63x45 cm, 2005)
- Csendélet (akvarell, papír, 45x63 cm, 2006)
- Csendélet I. (akvarell, papír, 63x45 cm, 2006)
- Csendélet II. (akvarell, papír, 63x45 cm, 2006)[1]

## Kiállításai (válogatás)

### Egyéni
- 2002 • Balázs János Galéria, Budapest (Csámpai Rozival)
- 2009 • Szakrális képek, Józsefváros, Budapest

### Csoportos
- 2005 • Köztetek – roma nőábrázolás, Balázs János Galéria, Budapest